# Římskokatolická farnost Březina nad Jizerou
Římskokatolická farnost Březina nad Jizerou (lat. Brzezina) je církevní správní jednotka sdružující římské katolíky na území obce Březina a v jejím okolí. Organizačně spadá do turnovského vikariátu, který je jedním z 10 vikariátů litoměřické diecéze.

## Historie farnosti
Již roku 1344 byla v místě plebánie. Od roku 1787 jsou vedeny matriky a v místě byla lokálie. Farnost byla kanonicky zřízena od roku 1856.

### Duchovní správcové vedoucí farnost
Začátek působnosti jmenovaného v duchovní správě farnosti od:
- Wenceslaus
- 1356    Wenceslaus
- Nicolaus z Břehů
- 1380   Petrus
- 1380   Nicolaus
- Andreas
- 1398   Vincentus
- 1404   Crux
- 1408   Joannes
- 1412   Bartholomaeus
- 1417   Wenceslaus
- 1418   Andreas
- 1787   cap. loc. Wenc. Czapek O.Cr. cum rubeo corde, † 5. 4. 1806
- 1806   cap. loc. Franc. Hajek, n. 15. 12. 1765 Mn. Hradiště, o. 30. 8. 1789, † 22. 4. 1826
- 1810   cap. loc. Jos. Pitermutz, n. 3. 9. 1762 Hennersdorf, o. 21. 12. 1790, † 8. 12. 1841
- 1838   cap. loc. Anton. Calligary, n. 23. 1. 1797 Turnau, o. 24. 8. 1822, † 25. 1. 1864
- 1845   cap. loc. Wenc. Kawalier, n. 15. 7. 1802 Unter-Bautzen, o. 2. 9. 1829
- 1852   cap. loc. Anton. Horna, n. 14. 7. 1807 Turnau, o. 5. 8. 1831
- 1857   protopar. (1. farář) Anton. Horna, n. 14. 7. 1807 Turnau, o. 5. 8. 1831, † 17. 6. 1869
- 1870   Emm. Zdobinský, n. 24. 12. 1824 Bukovina, o. 4. 7. 1848, † 25. 2. 1905
- 1876   par. vacat, admin. int. Jos. Kovář
- 1877   Jos. Kovář, n. 6. 10. 1826 Čímyšl. o. 25. 7. 1852, † 4. 3. 1911
- 1879   Jos. Beránek, n. 24. 9. 1842 Koryt., o. 29. 6. 1866, † 26. 8. 1890
- 1890   par. vacat, admin. interc. Joann. Bečka
- 1891   Franc. Hladík, n. 4. 1. 1851 Bošín, o. 15. 7. 1876, † 5. 8. 1932
- 1895   Anton. Láš, n. 28. 2. 1864 Chwalkovice, o. 22. 5. 1887
- 1897   par. vacat, admin. interc. Jos. Pískač
- 1898 Petr Kouble, n. 14. 1. 1860 Boskov, o. 17. 5. 1885, † 22. 8. 1922
- 1905 par. vacat, adm. interc. excurr. Franc. Hrbek
- 1906 Franc. Knížek, n. 23. 7. 1866 Kopidlno, o. 13. 7. 1890, † 11. 2. 1925
- 1926 Joann. Witek, n. 11. 2. 1863 Ktova o. 22. 5. 1887, † 10. 8. 1935
- 1935   par. vacat, admin. excurr. Franc. Janeček
- 1939   par. vacat, admin. excurr. Wencesl. Hortlík
- 1. 10. 1940 Wenc. Martinovský, n. 24.  9. 1869 Vysoká,  o. 2. 7. 1892, † 13. 7. 1956
- 1. 10. 1956 Karel Brabec
- 6. 3. 1961 Rudolf Prchal
- 5. 5. 2004 Radek Jurnečka, admin. exc. z Mnichova Hradiště
- 1. 7. 2010 Pavel Mach, admin. exc. z Mnichova Hradiště[3]

Kromě kněží stojících v čele farnosti, působili ve farnosti v průběhu její historie i jiní kněží. Většinou pracovali jako farní vikáři, kaplani, katecheté, výpomocní duchovní aj.

## Území farnosti
Do farnosti náleží území obce:
- Blata (část Březiny)
- Březina (Birgicht)[p 2]
- Doubrava
- Hradec
- Kruhy (ad Hradec)
- Olšina
- Příhrazy

## Římskokatolické sakrální stavby a místa kultu na území farnosti
| | Fotografie | Stavba                     | Místo    | Bohoslužby                      | Zeměpisné souřadnice           | Status       | Číslo kulturní památky                       |
| Kostel | Kostel     | Kostel                     | Kostel   | Kostel                          | Kostel                         | Kostel       | Kostel                                       |
| --- | ---------- | -------------------------- | -------- | ------------------------------- | ------------------------------ | ------------ | -------------------------------------------- |
| 1. |            | Kostel sv. Vavřince        | Březina  | bližší informace o bohoslužbách | 50°32′59″ s. š., 15°2′ v. d.   | farní kostel | 20011/2-1503 (Pk•MIS•Sez•Obr•WD) (Q18599869) |
| Kaple |            |                            |          |                                 |                                |              |                                              |
| 2. |            | Kaple sv. Jana Nepomuckého | Doubrava | bližší informace o bohoslužbách | 50°32′36″ s. š., 15°5′2″ v. d. | obecní kaple | —                                            |
| Některé drobné sakrální stavby a pamětihodnosti lze dohledat zde v databázi Drobné sakrální památky Zaniklé sakrální stavby lze dohledat zde v databázi Poškozené a zničené kostely, kaple a synagogy v České republice |            |                            |          |                                 |                                |              |                                              |

Ve farnosti se mohou nacházet i další drobné sakrální stavby, místa římskokatolického kultu a pamětihodnosti, které neobsahuje tato tabulka.

## Příslušnost k farnímu obvodu
Z důvodu efektivity duchovní správy byl vytvořen farní obvod (kolatura) farnosti Mnichovo Hradiště, jehož součástí je i farnost Březina nad Jizerou, která je tak spravována excurrendo.

## Galerie

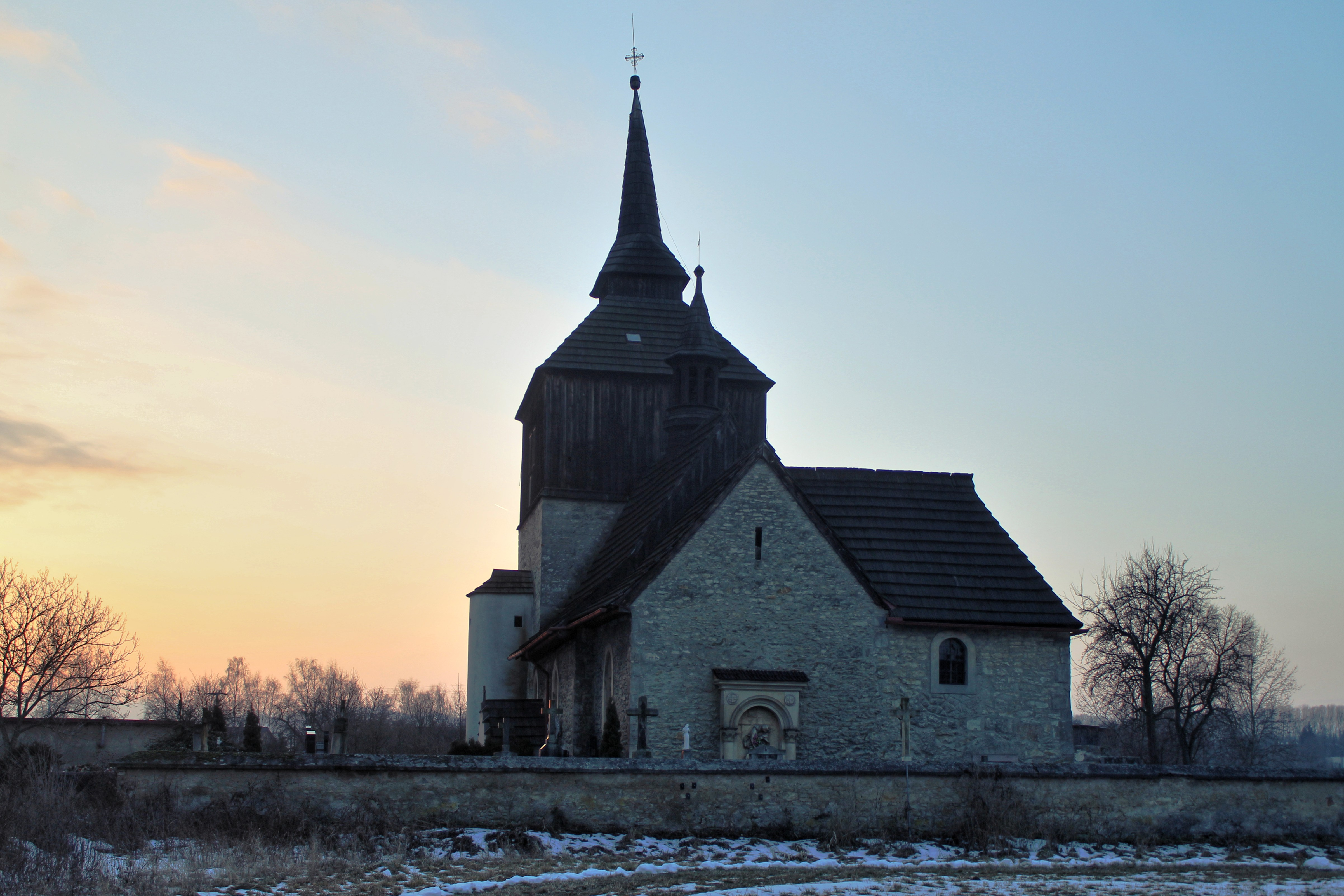
Večerní pohled na kostel sv. Vavřince v Březině
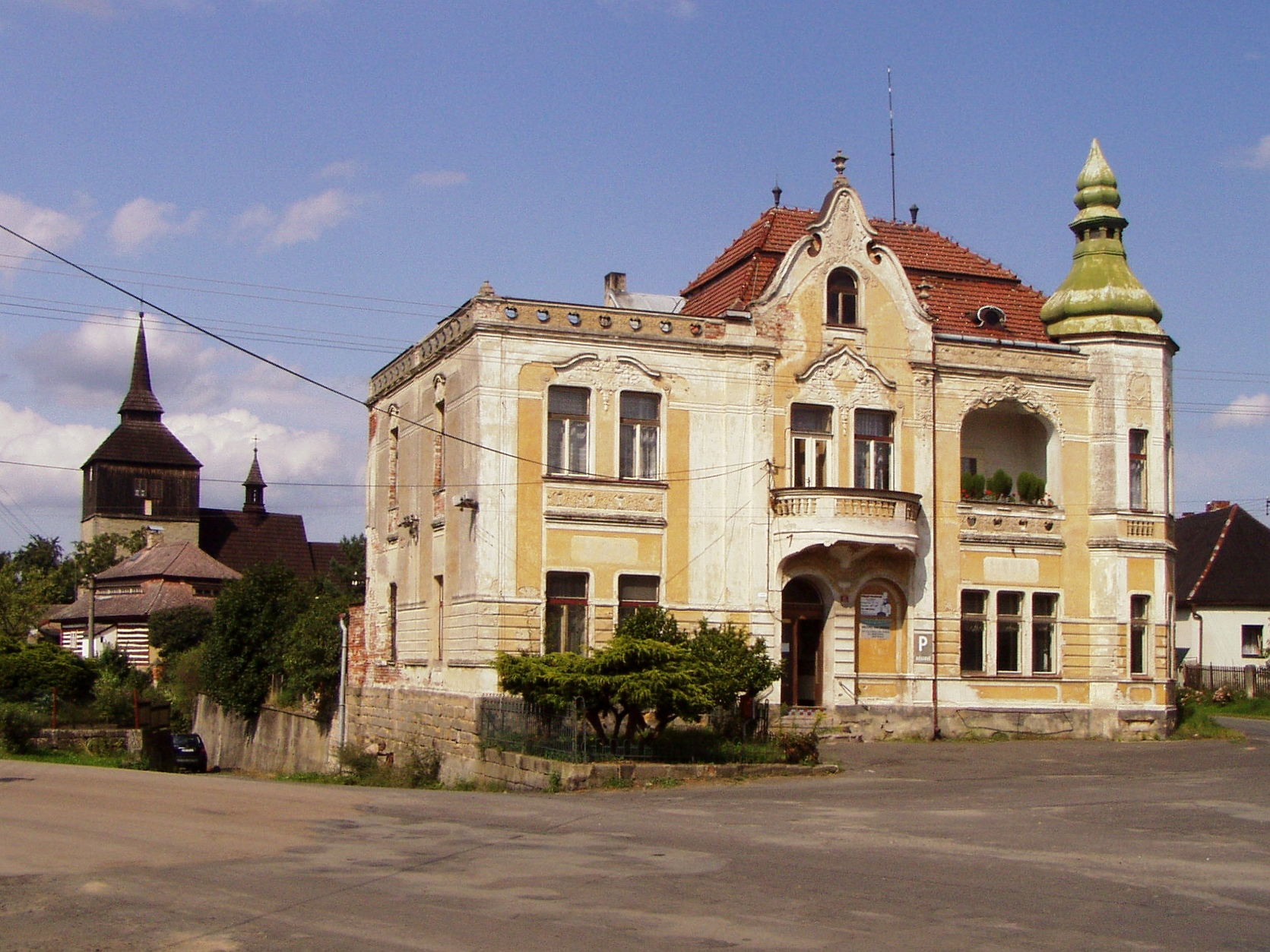
Kostel sv. Vavřince v Březině v pozadí
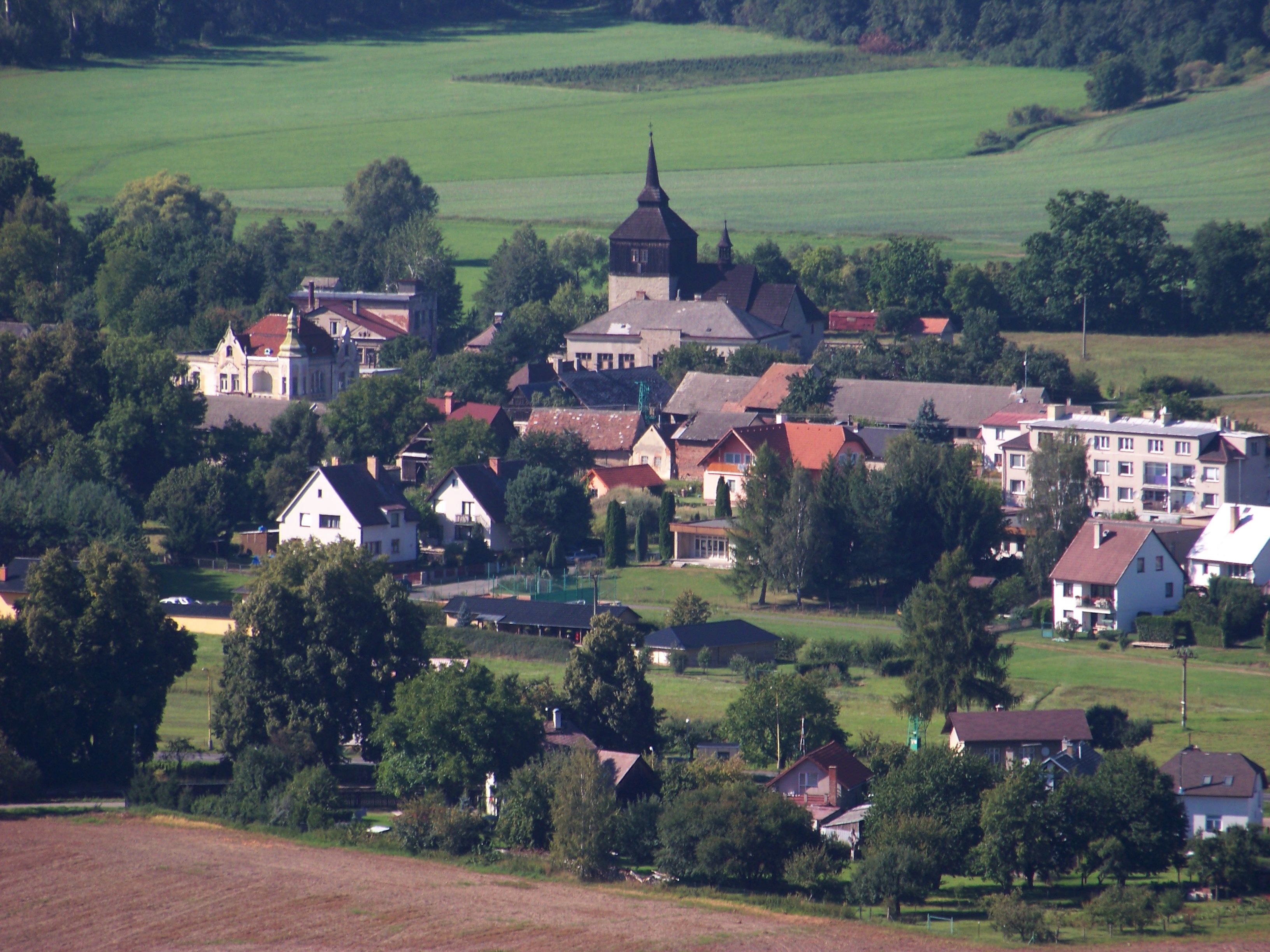
Pohled na kostel sv. Vavřince v Březině z Příhrazských skal
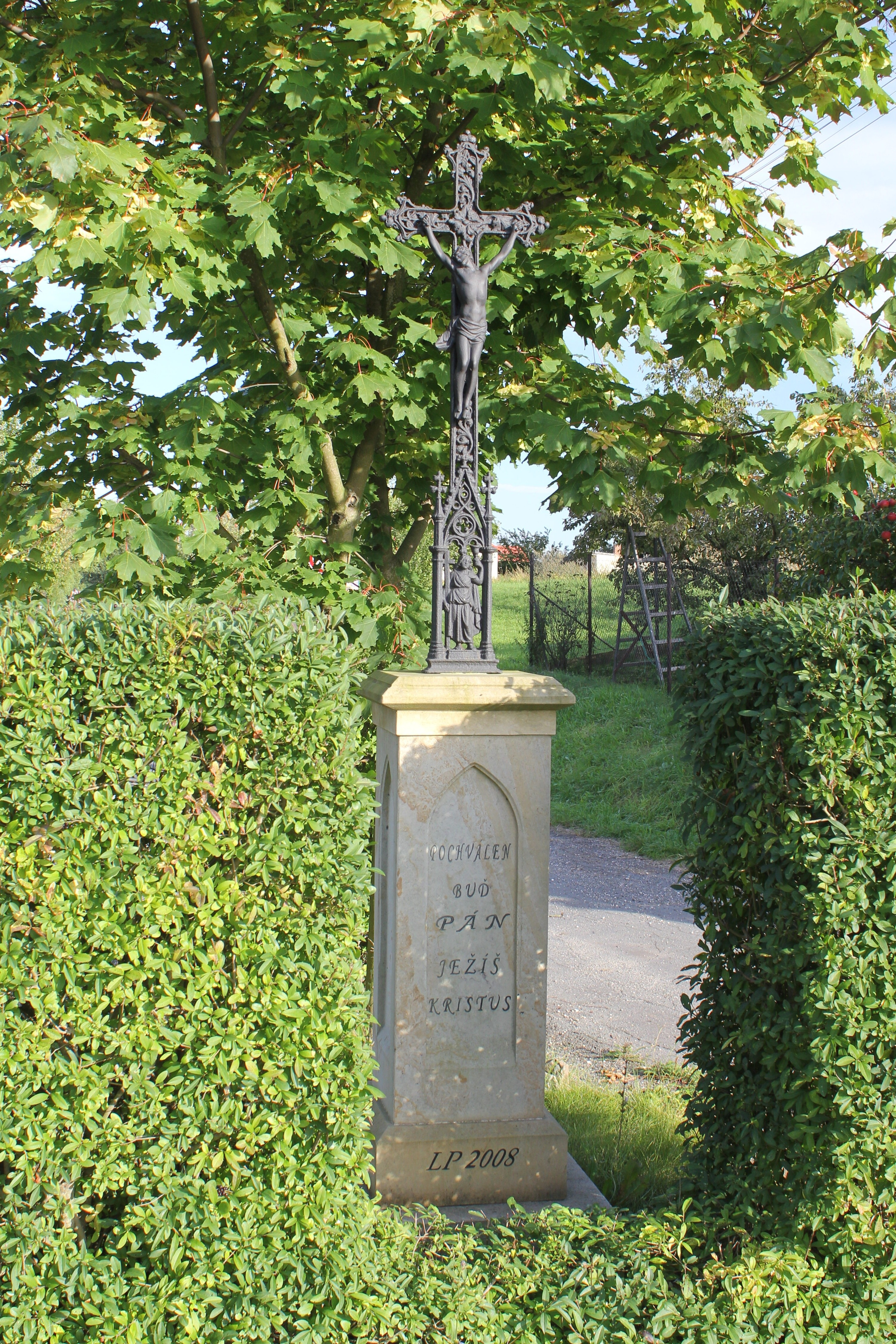
Křížek u rybníka Žabakor v Březině
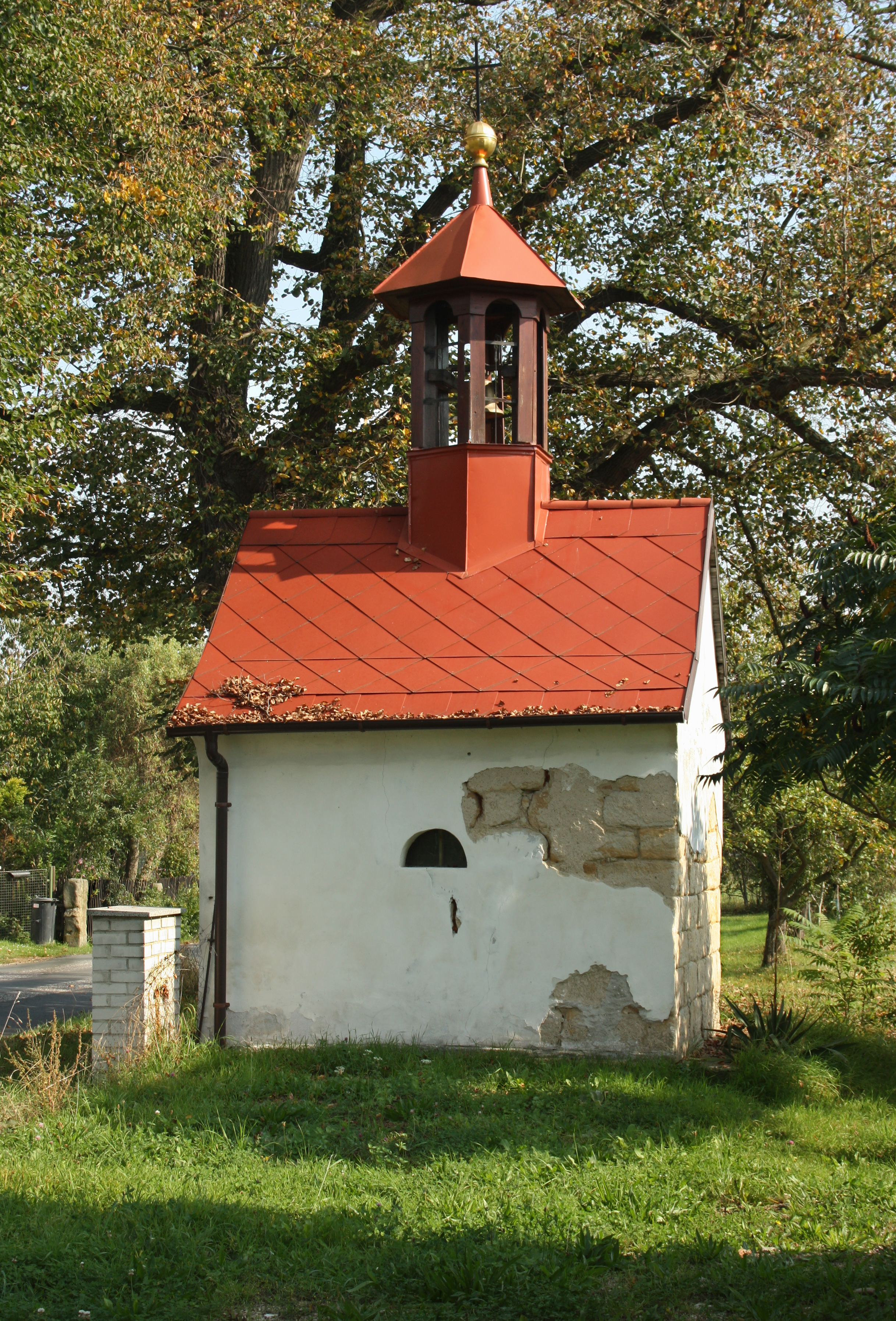
Kaplička v Doubravě